# フィルハーモニー・ルクセンブルク
フィルハーモニー・ルクセンブルク（Philharmonie Luxembourg）はルクセンブルクに所在するコンサートホール。

## 概要
1995年、ルクセンブルク市は欧州文化首都に選ばれ、それを機にコンサートホールに建設が始まる。設計はクリスチャン・ド・ポルザンパルクが担当し、2005年に竣工した。
大ホールは1500席収容で、ルクセンブルク・フィルハーモニー管弦楽団の本拠地として使用されている。
また室内楽専用ホールも併設。313名収容。